# 9963 Sandage
9963 Sandage è un asteroide della fascia principale. Scoperto nel 1992, presenta un'orbita caratterizzata da un semiasse maggiore pari a 2,3410413 UA e da un'eccentricità di 0,2804089, inclinata di 23,45438° rispetto all'eclittica. L'asteroide è dedicato all'astronomo statunitense Allan Rex Sandage.